# Ždánice (district de Kolín)
Pour les articles homonymes, voir Ždánice.
Ždánice (en allemand : Schdanitz) est une commune du district de Kolín, dans la région de Bohême-Centrale, en République tchèque. Sa population s'élevait à 362 habitants en 2020.

## Géographie
Ždánice se trouve à 4 km au sud-sud-ouest de Kouřim, à 18,5 km à l'ouest-sud-ouest de Kolín et à 41 km à l'est-sud-est de Prague.
La commune est limitée par Kouřim au nord, par Toušice et Zásmuky à l'est, par Malotice au sud, et par Oleška à l'ouest.

## Histoire
La première mention écrite de la localité date de 1305.

## Transports
Par la route, Ždánice se trouve à 5 km de Kouřim, à 24 km de Kolín et à 49 km de Prague.